# Waterford (hrabstwo)
Waterford (irl. Contae Phort Láirge) – hrabstwo w prowincji Munster na południowym wybrzeżu Irlandii. Stolicą hrabstwa jest Dungarvan. Miasto Waterford posiada własne władze – Waterford City Council.

## Miasta i wioski
- Ardmore
- Dungarvan
- Dunmore East
- Lismore
- Tramore
- Waterford